# فرودگاه فلای بای نایت
فرودگاه فلای بای نایت (به انگلیسی: Fly by Night Airport) یک فرودگاه خصوصی است که یک باند فرود چمن دارد و طول باند آن ۴۲۶ متر است. این فرودگاه در کشور ایالات متحده آمریکا قرار دارد و در ارتفاع ۵۰۵ متری از سطح دریا واقع شده است.